# Weida (Weiße Elster)
Die Weida ist ein nicht schiffbarer Fluss im ostthüringischen Landkreis Greiz.

## Geographie
Die Weidaquelle liegt in Thüringen etwa 2,5 km des östlich des sächsischen Pausa und etwa 1 km nordwestlich des Zeulenroda-Triebeser Ortsteils Schönbrunn. Die Weida fließt nach einem kurzen Abschnitt in Sachsen (Pausa) durch Thüringen an Zeulenroda-Triebes vorbei durch die gleichnamige Stadt Weida. Nach 57 km Flusslauf mündet sie in der Nähe von Wünschendorf in die Weiße Elster. Zu ihren Nebenflüssen zählen die Triebes, die Auma und die Leuba. In Weckersdorf kann durch einen Stollen Wasser aus der Wisenta-Talsperre Lössau in die Weida geleitet werden.
Bei Zeulenroda wird die Weida zur Talsperre Zeulenroda und weiter flussabwärts zur Weidatalsperre gestaut, welche beide dem Hochwasserschutz dienen und aus denen bis 2012 Trinkwasser gewonnen wurde. Seit Herbst 2024 wird die Weidatalsperre grundhaft saniert.
Vor dem Bau der Talsperren befanden sich zahlreiche Mühlen an der Weida. Von ihnen sind heute nur noch wenige erhalten.
Zwischen dem Haltepunkt Schüptitz und der Stadt Weida folgt die Eisenbahnstrecke Mehltheuer–Weida–Gera dem Weidatal.

## Geschichte
Im Hochmittelalter hieß ein Flussabschnitt Milde, worauf auch der Name Mildenfurth hindeutet. Wahrscheinlich erhielt der Fluss im Zuge der deutschen Besiedlung des Vogtlandes, welche von Norden her stattfand, diesen Namen. Denn südlich von Wünschendorf gestaltet sich das Elstertal steilwandig und unwegsam, also recht rau, während hingegen das Weidatal vergleichsweise „milder“ ausgeformt ist.

## Galerie

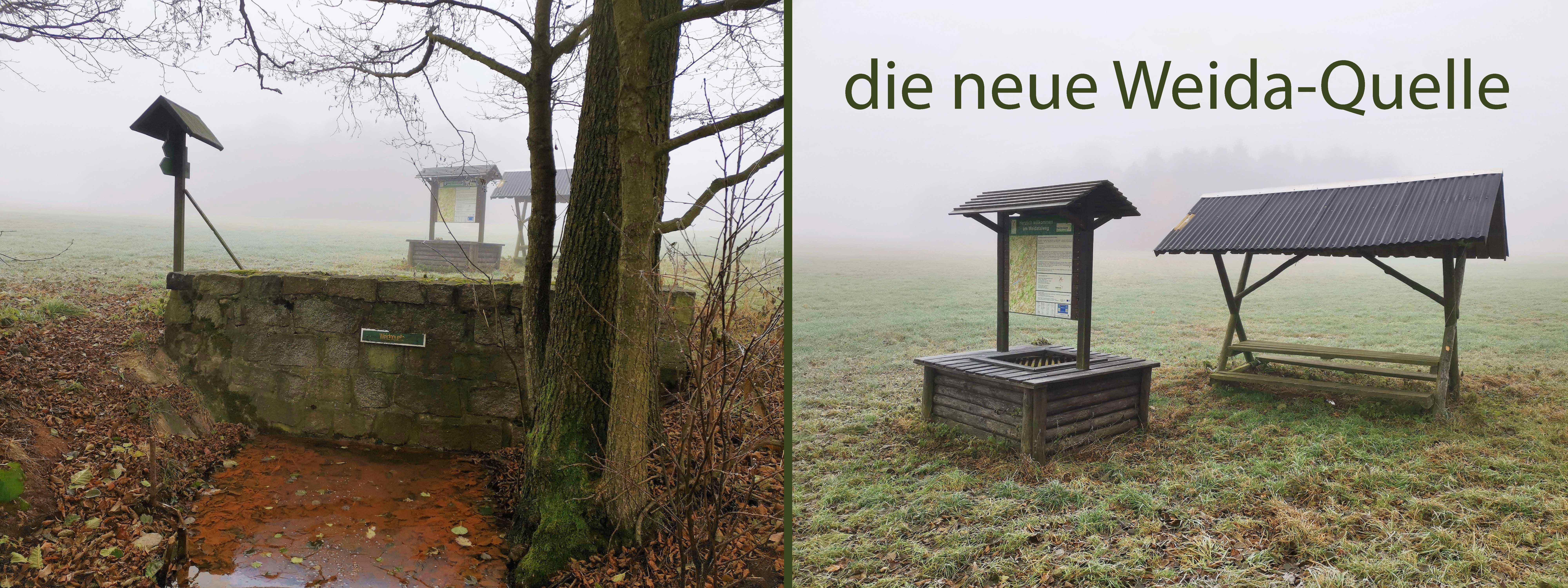
Befestigter Quellaustritt der Weida
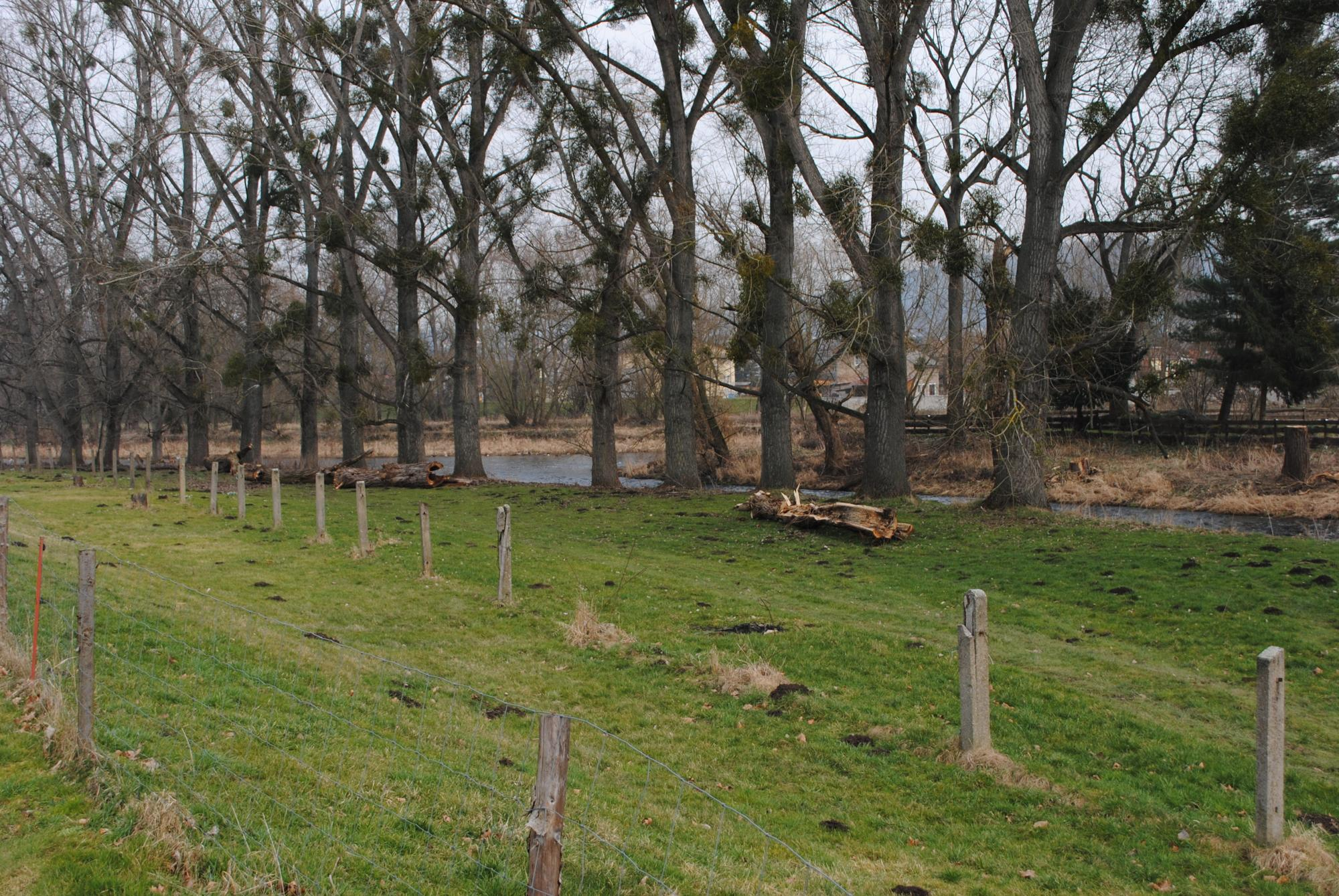
Mündung der Weida in die Weiße Elster